# 森罗万象
森罗万象（日语：森羅万象）是一个东方Project同人音乐创作团体，该音乐团体成立于2008年。 同年，这个音乐社团的两名成员kaztora和lily-an组成了LizTriangle社团。一段时间后，LizTriangle停止活动。但是，其在2012年的博丽神社例大祭上重新恢复活动。 此后，森罗万象与包括lily-an在内的LizTriangle合并，共同进行工作。其CD的发行速度大约为一年一张。

## 成员
- あやぽんず＊：演唱，宣传
- あよ：演唱
- kaztora：社团负责人，作曲，编曲
- azuki：作词
- ticat：作词
- pira：贝斯
- Hedonist：混音，母带制作[1]